# Chaetopreussia
Chaetopreussia — рід грибів родини Sporormiaceae. Назва вперше опублікована 1977 року.

## Класифікація
До роду Chaetopreussia відносять 1 вид:
- Chaetopreussia chadefaudii